# IC 2202
IC 2202 — галактика типу Sbc (компактна витягнута спіральна галактика) у сузір'ї Летюча Риба.
Цей об'єкт міститься в оригінальній редакції індексного каталогу.